# Histoncode
De histoncode is een hypothese dat de transcriptie van genetische informatie gecodeerd in het DNA gedeeltelijk gereguleerd wordt door chemische modificaties van de histon-eiwitten, voornamelijk aan de uiteinden ervan. Samen met gelijkaardige modificaties zoals DNA-methylatie maakt dit deel uit van de epigenetische code.
Histonen associëren met DNA om nucleosomen te vormen, die op hun beurt chromatinevezels vormen, die samen de in de microscoop zichtbare chromosomen vormen. Histonen zijn globulaire eiwitten met een flexibel N-uiteinde (bij conventie als het verste uiteinde beschouwd) dat uit het nucleosoom puilt. Er is een duidelijke verband tussen de modificaties en de chromatinestructuur en deze chromatinestructuur correleert op zijn beurt sterk met het niveau van genexpressie. Het belangrijkste concept van de histoncodehypothese is dat de histonmodificaties dienen ter rekrutering van andere eiwitten die deze specifieke modificaties herkennen dankzij eiwitdomeinen gespecialiseerd in deze herkenning, in plaats van door simpelweg stabilisatie of destabilisatie van de interactie tussen histon en het onderliggende DNA. Deze gerekruteerde eiwitten veranderen de chromatinestructuur actief om transcriptie te promoten.

## De hypothese
De hypothese is dat interacties van chromatine geleid worden door combinaties van histonmodificaties. Hoewel het geaccepteerd is dat modificaties (zoals methylaties, acetylering, ADP-ribosylatie, ubiquitinaties, citrullinaties en fosforylaties) van de histonuiteinden de chromatinestructuur wijzigen, zijn de precieze mechanismen hoe deze modificaties van de histonuiteinden de interacties tussen histonen en DNA beïnvloeden nog niet volledig gekend. Sommige voorbeelden zijn echter in detail uitgeklaard. Zo is bijvoorbeeld de fosforylatie van de serineresidu's 10 en 28 van histon H3 een merker voor chromosomale condensatie. Gelijkaardig is ook de fosforylatie van serineresidu's 10 en acetylatie van lysineresidu 14 op histon H3 een kenmerkend teken van actieve transcriptie.

### Modificaties
Kenmerkende modificaties omvatten:
- Methylatie

Zowel lysine- als arginineresidu's zijn gemethyleerd.